# Vladimir Dmitrievitch Nabokov
Pour les articles homonymes, voir Nabokov (homonymie).
Vladimir Dmitrievitch Nabokov (en russe : Влади́мир Дми́триевич Набо́ков), né à Tsarskoïe Selo le 9 juillet 1869 (21 juillet dans le calendrier grégorien) et mort à Berlin le 28 mars 1922, est un homme politique russe.
Professeur de droit, connu pour ses idées libérales, il est un des membres fondateurs du Parti constitutionnel démocratique russe. Il est le deuxième fils de Dimitri Nikolaïevitch Nabokov, ministre de la Justice de l'Empire russe, et le père de l'écrivain Vladimir Nabokov.

## Biographie

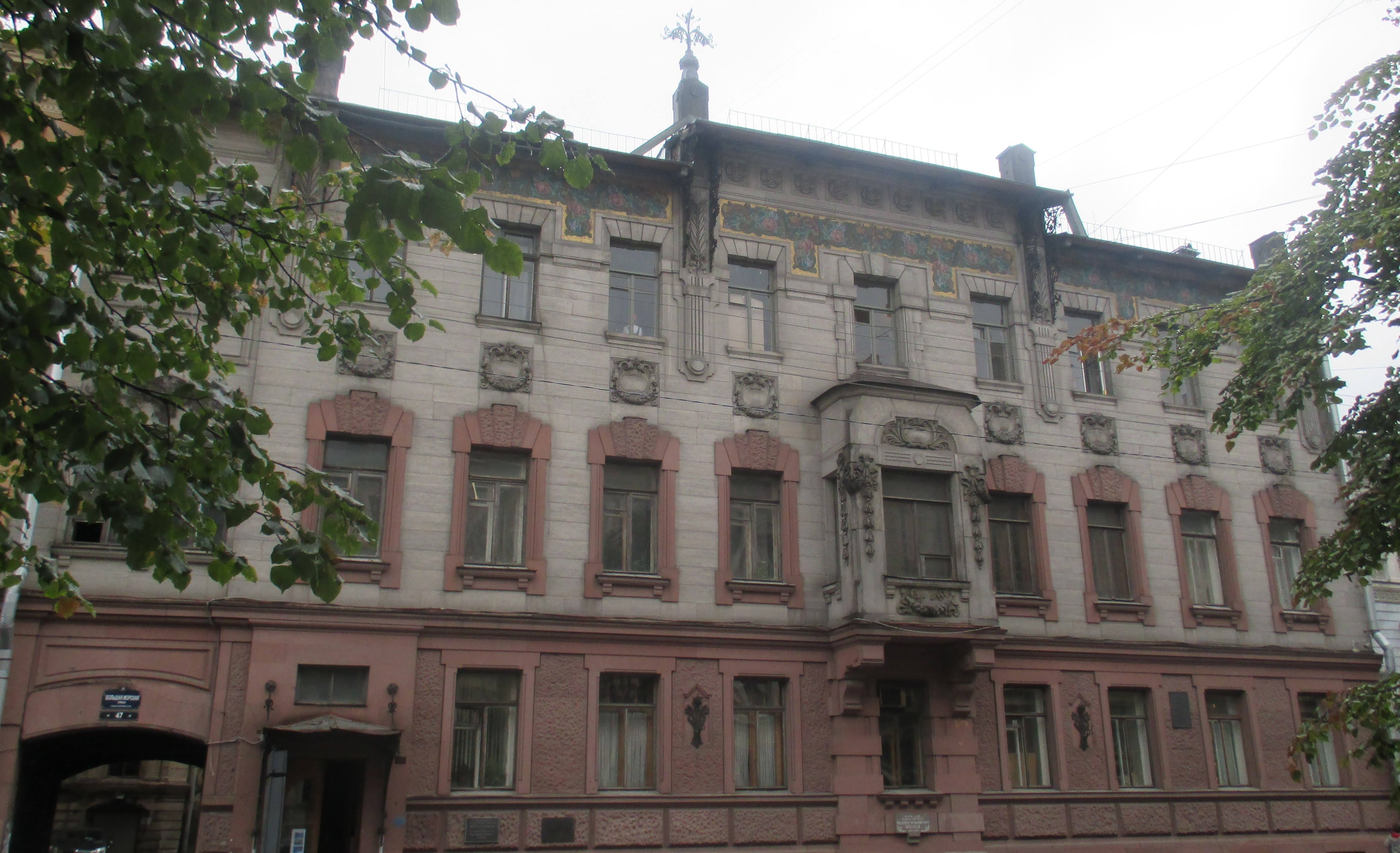
Hôtel particulier de Vladimir Nabokov à Saint-Pétersbourg.

Du 6 au 9 novembre 1904, le ministre de l'Intérieur, Piotr Sviatopolk-Mirski, cède à l'Assemblée des zemstvos (300 représentants) et lui accorde le droit de se réunir dans des appartements privés, dont la maison de Vladimir Dmitrievitch Nabokov, au 47 rue Bolchaïa Morskaïa.
En janvier 1905, après le massacre du Dimanche rouge à Saint-Pétersbourg, Vladimir Dmitrievitch fait accepter par le conseil municipal de capitale impériale la constitution d'un fonds d'aide aux victimes de la manifestation.
Quelques mois plus tard, les troubles de la « Révolution russe de 1905 » débouchent sur la signature du Manifeste d'octobre, par lequel l'empereur Nicolas II accorde plusieurs libertés et promet la première constitution de l'Empire russe. En 1906, le Parti constitutionnel démocratique - dont fait partie Vladimir Dmitrievitch - obtient un tiers des sièges de la première Douma d'État de l'Empire russe. Membre fondateur du parti KD, Vladimir Dmitrievitch figure parmi les élus. Mais en juillet 1906, Nicolas II, violant la toute nouvelle constitution, proclame la dissolution du Parlement. Une partie des députés se révoltent, tiennent séance à Vyborg et dans le Manifeste de Vyborg (en) appellent le peuple russe à se révolter contre le pouvoir tsariste, en particulier en refusant de payer impôts et taxes. Parmi, les députés rebelles, Vladimir Dmitrievitch Nabokov...
Cette rébellion contre le pouvoir autocratique lui vaut, ainsi qu'aux autres députés insoumis, un séjour de quelques mois en prison.
En mars 1917, Nabokov est l'un des deux juristes chargés de rédiger l'acte d'abdication de Michel Alexandrovitch de Russie, qui n'a régné qu'un seul jour, et dont la signature marque la fin de l'Empire russe.

### Mort
Vladimir Dmitrievitch meurt en tant que victime collatérale d'un attentat visant Pavel Milioukov à Berlin dans la soirée du 28 mars 1922.
Alors que Nabokov assiste à une conférence politique donnée par des russes républicains émigrés, Piotr Chabelski-Bork et Sergueï Taboritsky, deux monarchistes russes ouvrent le feu sur Milioukov.
Nabokov est tué de plusieurs balles dont une dans le cœur par Taboritsky alors qu'il tente de désarmer Chabelski-Bork.
Il est la seule victime de l'attentat, dont Milioukov sort indemne.
Les deux assaillants, qui étaient sous l'emprise de drogue lors de l'attaque, furent condamnés à 14 ans de prison mais purent en sortir dès 1927. Ils travailleront plus tard en étroite relation avec le régime nazi.
Nabokov est enterré au Cimetière russe de Berlin-Tegel.
Sa mort survient alors que ses deux premiers fils - étudiants à l'université de Cambridge - sont en vacances à Berlin.

### Vie privée
Appartenant à un milieu très aisé, Vladimir Dmitrievitch put offrir à sa famille de nombreux séjours en villégiatures dans différents pays européens : Abbazia, Wiesbaden, Biarritz, Bad Kissingen...
Lui adorait pratiquer le vélo dans ses propriétés, jouait du tennis et s'adonnait à la chasse aux papillons, une passion qu'il transmit à son fils aîné Vladimir. Il possédait une collection de lépidoptères qui fascinait son fils. Toutefois, il ne semble pas avoir partagé la passion de son épouse pour le poker, qui pouvait y jouer des nuits entières, ou pour la cueillette des champignons. C'est lui qui ramena en 1904 de Munich le premier teckel brun, chien dont sa femme devait s'enticher jusqu'à la fin de ses jours à Prague.